# Самофал Валерій Павлович
Вале́рій Па́влович Самофа́л (11 січня 1969 — 24 жовтня 2017) — старший солдат Збройних сил України, учасник російсько-української війни.

## Життєпис
Народився 1969 року в селі Леб'яже (Чугуївський район, Харківська область). Одружився і проживав в своєму селі.
В часі війни — старший солдат, водій 3-го відділення 2-го взводу 6-ї роти 2-го механізованого батальйону, 92-га бригада. Відслужив за мобілізацією, 15 квітня 2016 року підписав контракт; був водієм «швидкої», евакуйовував поранених.
24 жовтня 2017 року загинув поблизу Мар'їнки — куля снайпера влучила йому в шию.
27 жовтня 2017-го похований у Леб'яжому.
Без Валерія лишилися батько, дружина та двоє дорослих синів.

## Нагороди та вшанування
- указом Президента України № 98/2018 від 6 квітня 2018 року «за особисту мужність і самовіддані дії, виявлені у захисті державного суверенітету та територіальної цілісності України, зразкового виконання військового обов'язку» — нагороджений орденом «За мужність» III ступеня (посмертно)[1]